# 솔로몬 제도 여자 축구 국가대표팀
솔로몬 제도 여자 축구 국가대표팀(영어: Solomon Islands women's national football team)은 솔로몬 제도를 대표하는 여자 축구 국가대표팀으로 솔로몬 제도 축구 연맹에서 관리하고 있다. 현재 홈 구장은 로슨 타마 스타디움이다.

## 국제 대회 경력

### OFC 여자 네이션스컵
2007년에 처음 참가했으며, 첫 출전에 4위를 하였다. 2010년에도 참가해 2회 연속 4위를 하였고, 2022년 3위를 해 역대 최고 성적을 기록했었는데 2025년 우승을 하며 역대 최고 성적을 갱신했으며 여자대표팀 최초로 메이저대회 우승을 차지하였고 남자 대표팀을 포함해도 역사상 최초로 메이저 대회 우승을 차지하였다.

## 역대 성적

### FIFA 여자 월드컵
- 1991년 ~ 2003년: 불참
- 2007년 ~ 2011년: 예선 탈락
- 2015년 불참
- 2019년 ~ 2023년: 예선 탈락

### OFC 여자 네이션스컵
- 2007년: 4위
- 2010년: 4위
- 2014년: 불참
- 2018년: 예선 탈락
- 2022년: 3위

## 같이 보기
- 솔로몬 제도 축구 국가대표팀